# R1 (réacteur nucléaire)
 (juillet 2025).
Pour les articles homonymes, voir R1.

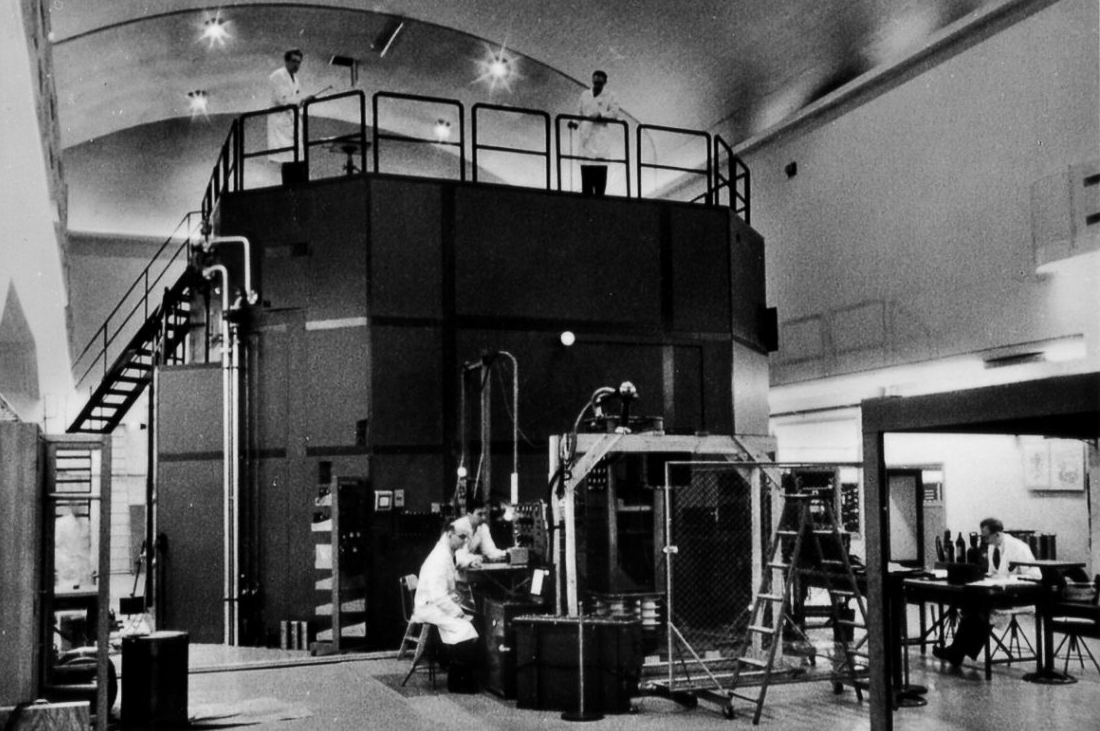
Le réacteur nucléaire R1 dans les années 1960.

Le réacteur nucléaire R1 est le premier réacteur nucléaire de Suède. Il s'agis d'un réacteur de recherche situé sur le campus de l'Institut royal de technologie KTH à Valhallavägen, dans le centre de Stockholm. Le laboratoire a été creusé dans la roche sous les bâtiments Q. Le réacteur a été actif du 13 juillet 1954 au 6 juin 1970. Démantelé, il n'en reste plus rien aujourd'hui ; la salle du réacteur existe toujours.

## Histoire
À la fin de la Seconde Guerre mondiale, le gouvernement suédois a décidé de formé en 1950 un groupe de physiciens et d'ingénieurs ayant pour mission d’étudier et d’approfondir les connaissances physiques en matière de réacteur nucléaire. Ils travaillaient alors sur les rayonnements, la résistance des matériaux, etc. Le réacteur avait aussi pour mission de produire des isotopes médicaux. La capacité du réacteur était à l'origine de 300 kW, mais a ensuite été portée à 1 MW. Le R1 était abrité dans une grande salle, dont l’architecture pouvait faire penser à une cathédrale, ce qui lui a valu le surnom de « Cathédrale des sciences et de la technologie ». Rolf Sievert, qui était alors à la tête du département des rayonnements de l'Institut royal de technologie KTH, a donné l'autorisation d'exploiter le réacteur. Le R1 a rapidement été devancé par d’autres réacteurs pour la recherche nucléaire et le 6 juin 1970, le R1 est démantelé.

## Aujourd'hui
Après avoir été démantelée, la salle où se trouvait le R1 fut jugée saine et fut utilisée pour des événements tels que des expositions d'art, des concerts et des clips vidéo en raison de son esthétique et de son acoustique intéressantes. Elle est aujourd’hui ouverte au public, pendant des périodes limitées, pour des visites.
En 2016, le hall du réacteur a servi au tournage du clip de Faded (Restrung) d'Alan Walker. La vidéo est sortie le 11 février 2016 ,. En 2015, c’est un orgue à tuyaux qui est installé dans la pièce.

## Images
|  |
|  |

|  |
|  |

|  |
|  |

|  |
|  |